# Vicq-Exemplet
Vicq-Exemplet là một xã ở tỉnh Indre ở miền trung nước Pháp. Xã này có diện tích 38,74 km², dân số năm 1999 là 360 người. Khu vực này có độ cao trung bình 240 mét trên mực nước biển.